# Gesundheitspfad Aşgabat
Als Gesundheitspfad Aşgabat (turkmenisch Saglyk ýoly) wird ein Wegenetz im Kopet-Dag-Gebirge nahe der turkmenischen Hauptstadt Aşgabat bezeichnet.

## Baugeschichte
Der Gesundheitspfad zählt zu den bekanntesten Projekten des exzentrischen Ex-Präsidenten Saparmyrat Nyýazow. Anfang der 2000er-Jahre gab dieser eine bessere körperliche Verfassung des turkmenischen Volks durch mehr Bewegung als politisches Ziel aus. Als eine Maßnahme wurde der Gesundheitspfad in das Kopet-Dag-Gebirge gebaut.

## Gestaltung

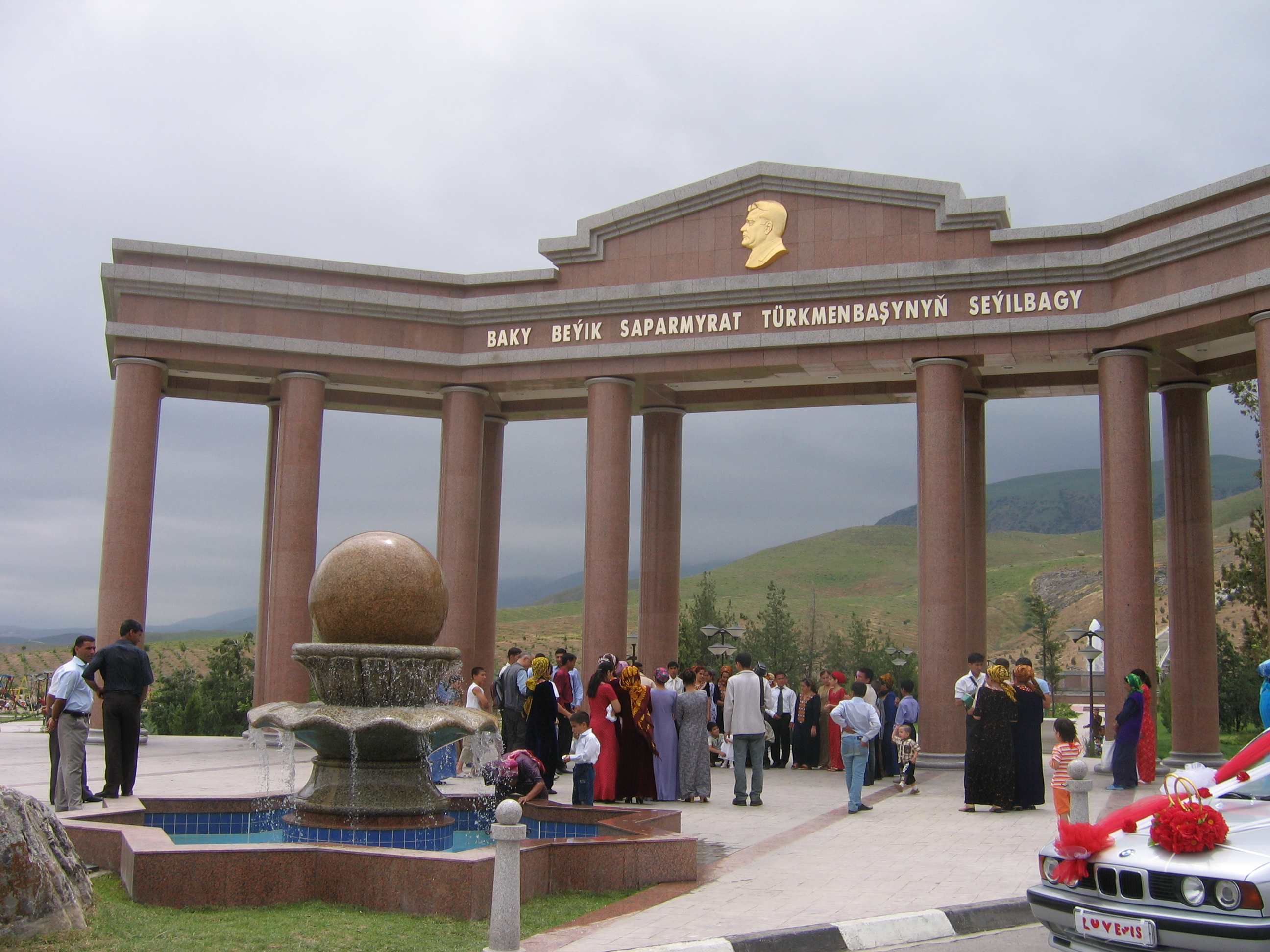
Startpunkt des Wegs

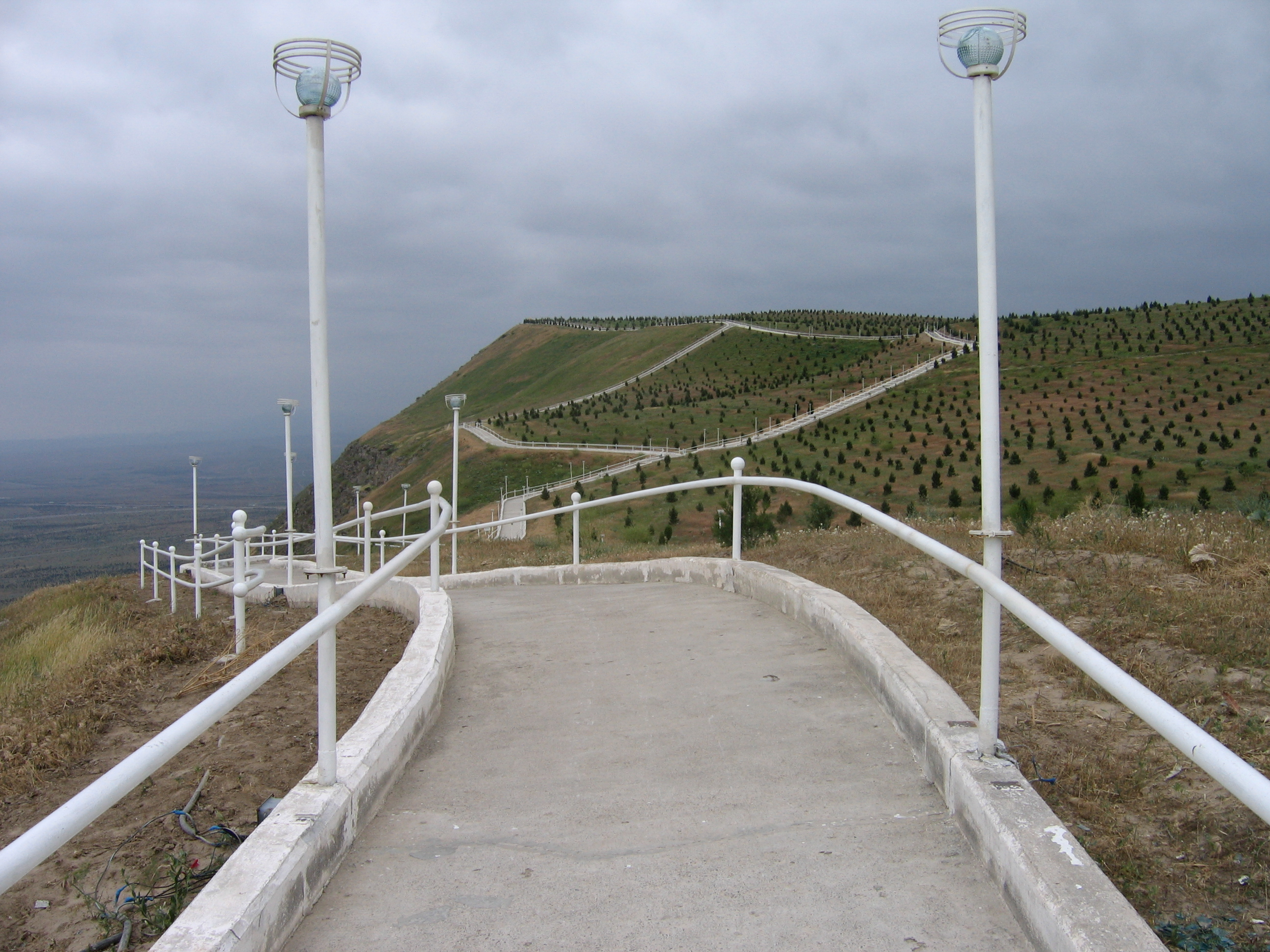
Der 8 Kilometer lange Hauptweg

Am Startpunkt des Wegs im Süden der Hauptstadt befindet sich der Serdar-Gesundheitspark, der mit zahlreichen Wasserspielen, mehreren kleinen Pavillons und einem künstlichen Wasserfall ausgestattet ist. An den Gesundheitspark grenzt ein kleiner Wald an, der der türkisch-turkmenischen Freundschaft gewidmet ist. Der Startpunkt wird durch einen Torbogen markiert.
Das Wegenetz des Gesundheitspfads umfasst mehrere Wanderwege, die in ihrer Länge zwischen 8 und 35 Kilometern liegen. Der kürzeste, 8 Kilometer lange Weg ist aufwendig ausgestaltet. An den Seiten des Weges befinden sich Metallzäune, zahlreiche Statuen und Skulpturen säumen den Weg. Der komplette Weg ist durch Straßenlaternen erleuchtet, sodass dieser auch nachts gut zu erkennen ist. In Abständen von circa einem Kilometer befinden sich reich verzierte Pavillons zum Rasten. Der höchste Punkt des Wegs befindet sich auf knapp 1300 Metern und wird durch eine turkmenische Flagge markiert.
Nachdem deutlich wurde, dass die anstrengenden Wanderungen bei häufig hohen Temperaturen in Turkmenistan eher ein Gesundheitsrisiko darstellten, wurden entlang des Wegs einige Bäume gepflanzt, um zumindest die direkte Sonneneinstrahlung zu unterbinden.

## Nutzung
Der Weg dient der körperlichen Ertüchtigung des turkmenischen Volks. Der damalige Präsident Nyýazow ordnete an, dass alle Beamten und Regierungsmitglieder einmal im Jahr den Weg gehen müssen, um körperlich für ihre wichtige Arbeit bereit zu sein. Kurz nach der Fertigstellung der Anlage kam es im März 2003 zur ersten Wanderung dieser Art. Nyýazow selbst beobachtete den Start der Wanderung und flog auf Grund seiner Herzprobleme anschließend mit dem Helikopter zum Zielort, wo er bei der Zielankunft zugegen war. Daraufhin kritisierte Nyýazow offen die Fitness der Beamten und Regierungsmitglieder und forderte sie auf, den 8-Kilometer-Weg in anspruchsvollem Gelände in unter 90 Minuten zu bewältigen. Diese Kritik führte zu einem Kabinettstreffen am Startpunkt des Wegs.
Bei der Verabschiedung des französischen Botschafters in Turkmenistan, Jean-Claude Richard, im Mai 2006 ging dieser mit Präsident Nyýazow den Gesundheitspfad und lobte diesen, da man dort „Harmonie zwischen Seele und Körper spüren kann“.